# Ненад Ћорилић
Ненад Ћорилић (Лозница, 1975 — Лозница, 26. децембар 2022) био је српски писац.

## Биографија
Дипломирао је 2001. године на Филозофском факултету у Нишу, одсек Англистика.
У књижевном раду Ненад Ћорилић највише је окренут писању афоризама и кратких прича, али поред тога успешно се исказује и у другим жанровима. Карактерише га изражен смисао за критичко посматрање стварности који је неретко обојен дозом ироније и хумора. Његове приче и афоризми су у додиру са савременим животом, осветљавају неке његове мање видљиве аспекте и проблеме са којима се савремени човек носи.
У другој половини деведесетих година 20. века учествовао у оснивању и деловању студентске уметничке групе Кечап која је, кроз истоимени часопис и авангардне перформансе, деловала у Нишу, представљајући право освежење на тадашњој студентској сцени.
Ненадови афоризми појављивали су се и појављују се у више сатиричних часописа и дневних листова. Посебно треба истаћи његову сарадњу са часописима као што су Етна, Сатир, Носорог,Жикишон', "Шипак", чија је основна интенција представљање онога што је најбоље у српској сатири.Објављивао је и објављује афоризме у великом броју дневних новина, листова и часописа, на интернет порталима...
Афоризми Ненада Ћорилића заступљени су у више томова зборника Афоризми и афористичари (ИК Алма, Београд), као и у многобројним зборницима и антологијским изборима.
Збирке афоризама: Преузимање неодговорности (2008.), Распродаја магле (2011.), Маратон на кратке стазе (коауторска,2012.), Утаја пораза (2015.), Мене сте нашли (2019.). Превођени су на енглески, италијански, македонски, шпански, баскијски...
Награде за афоризме: Вибова награда за 2014. годину (дневни лист Политика), Сатирично перо (Међународни фестивал хумора и сатире у Бијељини),Витезова награда за допринос афоризму за децу (часопис за децу Витез).
Критичке осврте на тему Ненадових афоризама писали су, између осталих: Раде Ђерговић,Александар Чотрић, Витомир Теофиловић, Иво Мијо Андрић, Милијан Деспотовић, Душан Мијаиловић Адски, Владимир Драмићанин...
Приче Ненада Ћорилића објављиване су у еминентним српским књижевним листовима и часописима као што су Свеске, Кораци, Луча, Књижевне новине, "Српска вила"... Поред тога, неке од њих уврштене су у зборнике кратких прича Алиса у земљи прича и Најкраће приче 2006, које је објавила београдска издавачка кућа Алма, као и у избор Најлепше приоче за децу (ИК Витез, Београд)
Објавио је збирку прича Господин Нојвил (Српска књига, 2007). О начину на који се Ненад Ћорилић бави књижевним радом, познати српски приповедач Данило Николић, каже: “Ненад Ћорилић има свој стил приповедања и развијања фабуле. Врло успешно, дискретно, развија драмски ток и дијалоге. Поред тих битних приповедачких врлина, у причама Ненада Ћорилића има нешто од сјаја наше старе отмености, нешто од тона прастаре словенске сете“.
О причама Ненада Ћорилића писали су још Крстивоје Илић, Милован Ристивојевић, др Иван Стаменковић, Весна Тријић...
Његова кратка прича Плаветнило награђена је, у јануару 2008. године, на шеснаестом Светосавском конкурсу Народне библиотеке „Његош“ из Књажевца, а за причу "Преображење" награђен је 2018. године на књижевном конкурсу удружења Светосавска омладина града Зворника.
Ненад Ћорилић био је члан Удружења књижевника Србије и Београдског афористичарског круга.
Живео је и радио у Лозници.